# Viktor Tauš
Viktor Tauš (* 3. prosince 1973 Praha) je filmový,  televizní a reklamní režisér, scenárista a producent. Po studiích na Střední průmyslové škole sdělovací techniky nastoupil na FAMU, kterou však kvůli závislosti na heroinu nedokončil. Tuto svou životní zkušenost později zpracoval v částečně autobiografickém debutu Kanárek. Věnoval se také tvorbě reklam a hudebních klipů, větší divácký ohlas mu přinesly filmy Sněženky a machři po 25 letech a Klauni. V televizi zaujal oceňovanými seriály Vodník a Zrádci. Jako producent stojí za projekty Fog’n’Desire Films a podílel se například na filmech Jana Hřebejka. Jeho dlouhodobým osobním i uměleckým tématem je sociální spravedlnost a v roce 2024 toto téma zpracoval ve filmu Amerikánka inspirovaném stejnojmenným divadelním představením.

## Biografie
Po základní škole absolvoval Viktor Tauš SPŠ sdělovací techniky v Praze. V roce 1992 začal studovat filmový dokument na FAMU v Praze. Přibližně kolem roku 1996 podlehl závislosti na heroinu, přestal plnit studijní povinnosti a musel FAMU opustit. Dva roky žil na ulici jako bezdomovec. Ze závislosti na drogách se po odborné péči vyléčil.

## Tvorba
Jako student FAMU natočil inscenovaný dokument o stáří a osamocení Eleanor Rigby z Malé Strany (1995), v němž použil skladbu Paula McCartneyho. Jeho námět napsal Boris Hybner a snímek byl oceněný na několika mezinárodnách festivalech. První Taušův autorský film je Kanárek (1999; scénář, režie). V částečně autobiografickém snímku ztvárnil hlavní roli a reflektoval své zkušenosti se závislostí na drogách. Alois Fišárek získal za tento film Českého lva za nejlepší střih.
Jeho dalším režisérským počinem je český film Sněženky a machři po 25 letech (2008). Třetím celovečerním filmem, opět podle scénáře Borise Hybnera, je příběh o přátelství, křivdách a ohlížení se do minulosti Klauni (2013; režie, produkce), který byl nominovaný na osm Českých lvů a čtyři Ceny české filmové kritiky. Jiří Lábus obdržel Českého lva za nejlepší herecký výkon ve vedlejší roli. V divadle Jatka78 nastudoval Tauš představení Amerikánka o těžkém osudu dívky, která v komunistickém Československu prošla několika dětskými domovy a pěstounskou péčí. V roce 2024 dokončil film Amerikánka, inspirovaný divadelním představením. Snímek získal Cenu české filmové kritiky za nejlepší film.
Mimo práci na filmech působil v letech 2004–2011 jako reklamní režisér a je tvůrcem více než 70 reklamních spotů (a to i pro významné klienty, jako General Electric, Nescafé, Renault, Vodafone, Wüstenrot aj.) nebo videoklipů (J.A.R., Vladimír Mišík, Milan Hlavsa).
V roce 2006 založil v Praze s Michalem Kollárem produkční společnost Fog'n'Desire Films. Jako producent se podílel na filmech Dům (2011, režie Zuzana Liová), Líbánky (2013, režie Jan Hřebejk), Domácí péče (2015, režie Slávek Horák) a Rudý kapitán (2016, režie Michal Kollár).

## Ocenění
- Český lev za televizní minisérie Vodník (2019) a Zrádci (2020)
- Český lev za mimořádný počin v oblasti audiovize za projekt Televize naživo (2020)

- Cena Progressive Killer pro pokrokovou osobnost televizní tvorby s vlastní vizí a celoevropským přesahem udělená v roce 2020 na festivalu Serial Killer[9]
- Cena české filmové kritiky za televizní minisérii Zrádci (2020)
- Cena české filmové kritiky za nejlepší film a režii za snímek Amerikánka (2024)

## Filmografie

### Režisér
- Eleanor Rigby z Malé Strany (1995), studentský film
- Kanárek (1999)
- Sněženky a machři po 25 letech (2008)
- Klauni (2013)
- Modré stíny (2016), televizní minisérie
- Vodník (2019), televizní minisérie
- Zrádci (2020), televizní minisérie
- Amerikánka (2024)

### Scenárista
- Eleanor Rigby z Malé Strany (1995)
- Kanárek (1999)
- Poslední plavky (2007)

### Producent
- Kanárek (1999)
- Poslední plavky (2008)
- Dům (2011)
- Líbánky (2013)
- Láska, soudruhu (2013)
- Klauni (2013)
- Domácí péče (2015)
- Rudý kapitán (2016)
- Zahradnictví: Rodinný přítel (2017)
- Zahradnictví: Nápadník (2017)
- Zahradnictví: Dezertér (2017)
- Chvilky (2018)
- Amerikánka (2024)